# Domani, domani
Pour plus de détails, voir Fiche technique et Distribution.
Domani, domani (Domani accadrà) est un film italien réalisé par Daniele Luchetti, sorti en 1988, avec Paolo Hendel, Giovanni Guidelli (it), Margherita Buy, Claudio Bigagli, Ciccio Ingrassia, Dario Cantarelli (it), Angela Finocchiaro et Quinto Parmeggiani dans les rôles principaux. Principalement tourné dans la région de la Toscane dans le décor naturel qu'offre le parc naturel de la Maremme, il s'agit du premier film de Daniele Luchetti, qui remporte avec cette réalisation le David di Donatello du meilleur réalisateur débutant et le Globe d'or du meilleur premier long métrage pour ce film.

## Synopsis
En 1848, dans la région de la Toscane, Edo (Giovanni Guidelli (it)) et Lupo (Paolo Hendel) sont deux bergers qui gardent des troupeaux dans la Maremme de la province de Grosseto. Afin d'aider la veuve d'un ancien ami mort du paludisme, il détrousse le messager Terminio (Antonio Petrocelli (it)) qui ramène au riche propriétaire Cesare del Ghiana (Giacomo Piperno (it)) la recette de la foire. Mais Terminio les dupe en leur donnant une petite partie de la recette, puis en gardant pour lui le reste, tout en dénonçant les deux amis à son maître, qui ordonne alors à son fils, Diego (Claudio Bigagli), de partir à leurs recherches en compagnie d'une bande de mercenaires. Les deux amis fuient vers le Nord et se perdent dans les anciennes Via Cave de la région, avant d'être capturé par la bande de brigands de Gianloreto Bonacci (Ciccio Ingrassia). Ce dernier les enferme avec Lady Rowena (Angela Finocchiaro), une duchesse étrangère. Le trio est finalement secouru par Diego et ses mercenaires, mais Edo et Lupo en profitent pour s'échapper une nouvelle fois. Ils arrivent finalement sur les rives du lac Burano, où ils sont recueillis par le marquis Lucifer Ombraviva (Ugo Gregoretti). Par amusement, ce dernier accepte le pari de l'abbé Flamart (Dario Cantarelli (it)), qui prétend pouvoir instruire l'un des deux bergers afin d'en faire un aristocrate, et ce malgré sa modeste condition. Edo reste alors avec l'abbé, tandis que Lupo s'en va. Mais le destin va bientôt rapprocher une nouvelle fois les deux amis ...  

## Fiche technique
- Titre : Domani, domani
- Titre original : Domani accadrà
- Réalisation : Daniele Luchetti
- Scénario : Daniele Luchetti, Franco Bernini et Angelo Pasquini, avec la participation de Sandro Petraglia, d'après un sujet de Bernini, Pasquini et Carlo Mazzacurati
- Photographie : Franco Di Giacomo
- Montage : Angelo Nicolini
- Musique : Nicola Piovani
- Scénographie : Giancarlo Basili et Leonardo Scarpa * Producteur : Angelo Barbagallo et Nanni Moretti
- Société de production : Sacher Film, So. Fin. A. et Rai
- Pays d'origine :  Italie
- Langue : Italien
- Format : Couleur
- Genre : Comédie
- Durée : 95 minutes
- Dates de sortie : 
  - Italie : 18 mars 1988
  - France :  11 janvier 1989

## Distribution
- Paolo Hendel: Lupo
- Giovanni Guidelli (it): Edo
- Margherita Buy: Vera
- Claudio Bigagli: Diego del Ghiana
- Quinto Parmeggiani: Enea Silvio Di Lampertico
- Giacomo Piperno (it): Cesare del Ghiana
- Dario Cantarelli (it): l'abbé Flambart
- Gianfranco Barra: Biagio
- Angela Finocchiaro: Lady Rowena
- Agnese Nano: Allegra Ombraviva
- Antonio Petrocelli (it): Terminio
- Nanni Moretti: Matteo
- Ugo Gregoretti: le marquis Lucifer Ombraviva
- Peter Willburger (de): Katowitz
- Ciccio Ingrassia: Gianloreto Bonacci
- Beppe Chierici (it)

## Autour du film
- Le film est principalement tourné au sein du parc naturel de la Maremme situé au sein de la maremme de la province de Grosseto dans la région de la Toscane en Italie. D'autres lieux de la région, comme le site archéologique de Sovana, avec la tombe d'Ildebranda et les anciennes Via Cave du site, la ville de Capalbio avec le lac de Burano et la tour de Buranaccio ou la ville de Capannori avec la villa Torrigiani (it), servent de décors. La forteresse de Sforza (en) situé dans la ville de Dozza dans la région de l'Emilie-Romagne sert également de décor.
- Le film est présenté lors du festival de Cannes 1988 dans la section Un certain regard.

## Distinctions

### Prix
- David di Donatello du meilleur réalisateur débutant en 1988 pour Daniele Luchetti.
- Globe d'or du meilleur premier long métrage en 1988 pour Daniele Luchetti.

### Nominations
- David di Donatello du meilleur producteur en 1988 pour Angelo Barbagallo et Nanni Moretti.
- David di Donatello du meilleur musicien en 1988 pour Nicola Piovani.
- Ciak d'oro du meilleur acteur dans un second rôle en 1988 pour Ciccio Ingrassia.
- Ciak d'oro de la meilleure actrice dans un second rôle en 1988 pour Margherita Buy.
- Ciak d'oro du meilleur scénario en 1988 pour Daniele Luchetti, Franco Bernini et Angelo Pasquini et Sandro Petraglia.
- Ciak d'oro de la meilleure scénographie en 1988 pour Giancarlo Basili et Leonardo Scarpa.
- Ciak d'oro de la meilleure bande-sonore en 1988 pour Nicola Piovani.
- Ruban d'argent du meilleur nouveau réalisateur en 1988 pour Daniele Luchetti.
- Léopard d'or en 1988.